# 中華民國—摩納哥關係
中華民國與摩納哥侯國無正式外交關係，目前也沒有在對方首都互設具大使館功能的代表機構。對摩納哥的相關事務由駐法國台北代表處、駐普羅旺斯臺北辦事處共同管轄。

## 政治

### 外交

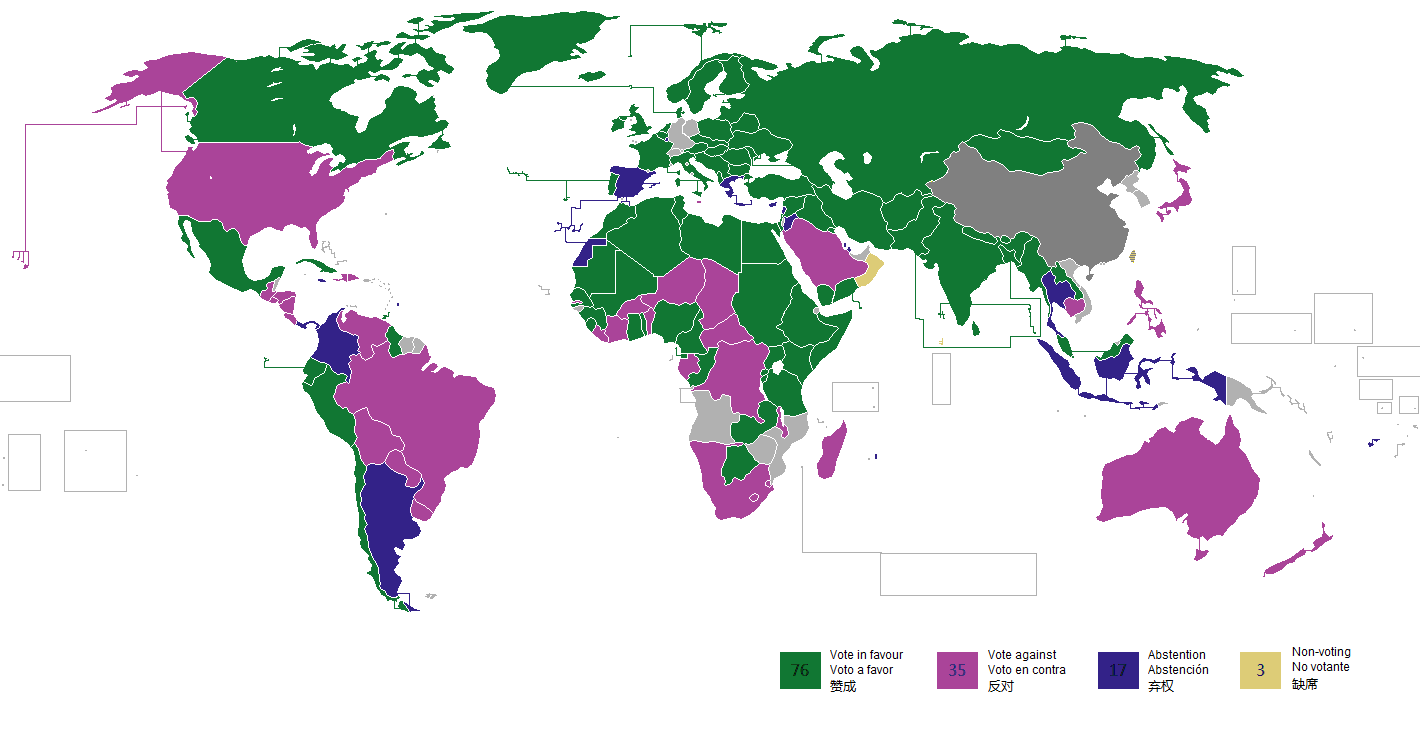
灰色國家表示非聯合國會員國，摩納哥當時尚未加入，因此不能對中華民國續留聯合國一案參與投票，即《聯合國大會2758號決議》。

1982年4月18日，摩納哥親王雷尼爾三世與王妃葛麗絲·凱莉抵台訪問。
2001年，摩納哥委任具有中華民國國籍的徐楓為該國駐中華人民共和國上海名譽領事。
2009年5月18－27日，行政院衛生署（今衛生福利部，衛福部）署長葉金川首度以「中華台北觀察員」身分出席世界衛生組織（WHO）的世界衛生大會（WHA）。摩納哥、美國、歐盟、日本、布吉納法索、聖多美普林西比等國於大會中發言歡迎中華台北與會。

## 經濟

### 貿易
| 年分 | 貿易總額 | 貿易總額 | 貿易總額 | 出口至摩納哥 | 出口至摩納哥 | 出口至摩納哥 | 自摩納哥進口 | 自摩納哥進口 | 自摩納哥進口 | 順逆差 |
| 年分 | 金額     | 年增減   | 排名     | 金額         | 年增減       | 排名         | 金額         | 年增減       | 排名         | 順逆差 |
| ---- | -------- | -------- | -------- | ------------ | ------------ | ------------ | ------------ | ------------ | ------------ | ------ |
| 2017 | 519,522  | ▼9.3%    | 198      | 160,114      | ▼42.2%       | 203          | 359,408      | ▲21.5%       | 171          | 逆差▲  |
| 2018 | 838,196  | ▲61.3%   | 193      | 329,080      | ▲105.5%      | 200          | 509,116      | ▲41.7%       | 160          | 逆差▼  |
| 2019 | 538,692  | ▼35.7%   | 199      | 212,548      | ▼35.4%       | 199          | 326,144      | ▼35.9%       | 175          | 逆差▼  |
| 2020 | 474,525  | ▼11.9%   | 199      | 152,494      | ▼28.3%       | 204          | 322,031      | ▼1.3%        | 164          | 逆差▲  |
| 2021 | 426,338  | ▼10.2%   | 206      | 163,498      | ▲7.2%        | 204          | 262,840      | ▼18.4%       | 172          | 逆差▼  |
| 2022 | 563,606  | ▲32.2%   | 200      | 212,439      | ▲29.9%       | 204          | 351,167      | ▲33.6%       | 169          | 逆差▲  |
| 2023 | 323,911  | ▼42.5%   | 203      | 90,441       | ▼57.4%       | 210          | 233,470      | ▼33.5%       | 167          | 逆差▲  |
| 2024 | 344,169  | ▲6.3%    | 205      | 40,292       | ▼55.4%       | 219          | 303,877      | ▲30.2%       | 172          | 逆差▲  |

## 簽證

持中華民國護照的中華民國國民簽證要求分布圖：入境摩納哥可以「申根區免簽證」。

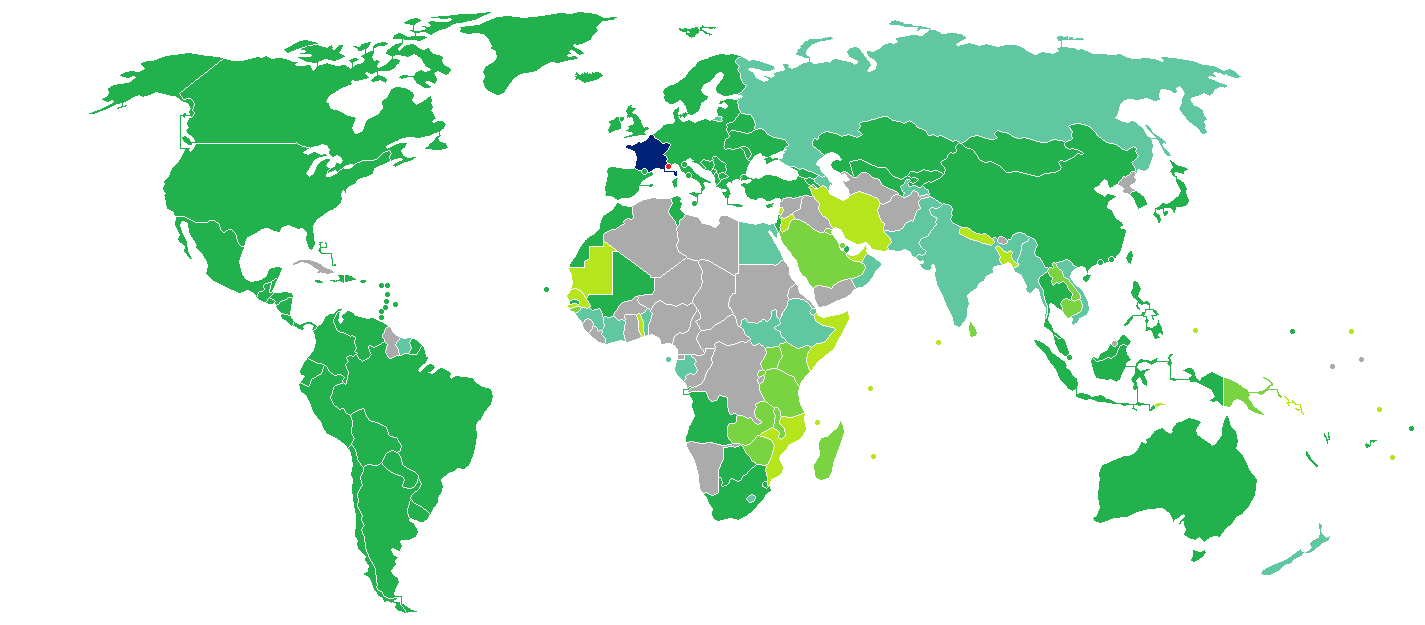
持摩納哥護照的摩納哥人口簽證要求分布圖：入境中華民國可以免簽證。

摩納哥雖無加入欧洲联盟與申根区，但國土被法国三面包圍，而法國有加入歐盟申根區，能合法入境歐盟申根區者，即可入境摩納哥。歐盟申根區給予持有載明身分證字號的中華民國護照之中華民國國民可以申根區免簽證入境，停留日數與申根區合併計算，每6個月期間內總計可停留90天。
摩納哥國民持有摩納哥護照者也可以免簽證的方式入境中華民國，停留最多90天。

## 交通

### 航空

#### 客運
摩納哥境內只有直升飛機場，可經由臺北直飛到摩納哥的周邊國家，再前往該國。
以下不計航點遠近（截至2023年7月10日）：
- 臺北→巴黎（→尼斯→摩納哥）、羅馬、米蘭、慕尼黑、法蘭克福、阿姆斯特丹、維也納、布拉格（2023年7月18日開航臺北），再搭車或轉機尼斯前往摩納哥。[9]

## 外部連結
- 中華民國外交部－摩納哥侯國簡介 （页面存档备份，存于）
- 駐法國台北代表處
  - 駐普羅旺斯辦事處
- 外交部領事事務局－國外旅遊警示分級表
- 中華民國衛生福利部－國際旅遊疫情建議等級
- 中華民國國際經濟合作協會 （页面存档备份，存于）